# Diskreditierung
Als Diskreditierung (lateinisch dis „entzwei“, credere „vertrauen“) bezeichnet man das gezielte Untergraben des in eine Person oder Sache gesetzten Vertrauens in der Öffentlichkeit. Oftmals wird zum Erreichen der persönlichen Ziele das Mittel der Lüge benutzt.
Mittel der Diskreditierung sind Verleumdung, Indiskretionen oder das Verbreiten von Gerüchten.
In der Politik wird das Mittel der Diskreditierung verwendet, um Gegnern zu schaden, indem durch den Vertrauensverlust ihre Überzeugungskraft und (in Demokratien) ihre Aussichten auf Wahlerfolg gemindert oder sie zum Rücktritt gedrängt werden. Die politische Diskreditierung gehört zum Instrumentarium verschiedener Geheimdienste. Sie wurde und wird in autoritär oder diktatorisch regierten Staaten (vgl. „Zersetzung“ durch den Staatssicherheitsdienst der DDR) ebenso eingesetzt wie in „westlichen“ Ländern; so hat der britische Geheimdienst GCHQ, ein Mitglied der sogenannten Five Eyes, das systematische Diskreditieren von Personen über das Internet trainiert.
In der Wirtschaft wird die Diskreditierung eingesetzt, um Produkte von Konkurrenten beim Kunden in Verruf zu bringen. Beispielsweise kann durch Lancierung von Übernahmegerüchten oder zeitlich geschickt terminierter Produktankündigungen in der Öffentlichkeit der Eindruck erzeugt werden, ein Konkurrenzprodukt wäre ohne Zukunft.
Unter Prominenten und Künstlern kann mit Hilfe der Diskreditierung deren Karriere gezielt beendet oder zumindest erschwert werden. Man spricht metaphorisch auch vom Rufmord.

## Beispiele
Der Vorwurf, die Weltherrschaft anzustreben, war und ist ein verbreitetes Mittel, um eine Gruppe oder ein Denksystem zu diskreditieren. Dies traf u. a.:
- die römisch-katholische Kirche beim Kulturkampf im Deutschen Kaiserreich.[2]
- die Juden – mit der bekannten Fälschung eines angeblichen Fahrplans zur Weltherrschaft, den Protokollen der Weisen von Zion.[3] Der Begriff „Weltjudentum“ impliziert diese Unterstellung.
- den Realsozialismus und die Sowjetunion.[4]
- die Vereinigten Staaten oder Gruppen, die sie insgeheim kontrollieren würden. Ihnen wird in verschiedenen Verschwörungstheorien unterstellt, eine Neue Weltordnung anzustreben.